# Albin Berger
Albin Bucher (* 3. Juli 1955 in Friedrichshafen, Deutschland), besser bekannt unter dem Künstlernamen Albin Berger, ist ein deutscher Schlagersänger, Komponist, Musiker und Produzent.

## Leben
Bucher studierte Trompete, Klavier, Gitarre und Keyboard am Konservatorium in Bregenz.
Von 1980 bis 1984 war er Leadsänger und Gitarrist bei den Flippers als Nachfolger von Roland Bausert. Nachdem Berger sich Ende 1984 von den Flippers getrennt hatte, wurde er 1985 vorübergehend wieder von seinem Vorgänger Roland Bausert ersetzt. Später war er als Albin Berger solo erfolgreich unterwegs. Er veröffentlichte mehrere Alben und Singles bei Koch Records sowie später seine letzten beiden Alben Bis zur letzten Sekunde (1995) und Wahre Liebe (1997) unter seinem eigenen Label Manoa Records. Von 1987 bis 1989 war er zusammen mit Roland Bausert auf Tour als Albin Berger und Roland B. Band. Viele seiner Lieder schrieb er unter dem Pseudonym Chris Manoa. Einige Songs wurden von Jean Frankfurter geschrieben.

## TV-Auftritte
Bei der deutschen Schlagerparade hatte er einige Auftritte und war mehrfach Monatssieger.
In der Fernsehserie Ein Schloß am Wörthersee hatte er in der Folge Ein Glatzkopf kommt selten allein einen Auftritt mit dem Lied Glück und Tränen am Wörthersee, welches auch mehrfach im Abspann der Serie gespielt wurde.

## Bandmitglieder
| Name              | Instrument                                    | andere Bands |
| ----------------- | --------------------------------------------- | --- |
| Roland Bausert    | Gesang (1987–1989)                            | Die Flippers, Roland B., Piccolos |
| Mark Oliver Klenk | Gitarre                                       | Subway Surfing Penguins, Tom Jones, Jermaine Jackson, Chaka Khan, Nina Corti, Die Höhner, Weather Girls, Robert Palmer, Will Smith, Sabrina Setlur |
| Klaus Boy         | Keyboard, Gitarre, Trompete, Backgroundgesang | Smile, Emotion, Edelweiß Sextett |
| Harry Wirth       | Gitarre, Keyboard, Backgroundgesang           | Die Schornsteinfeger |
| Uli Seyffer       | Schlagzeug                                    | Players, Piccolos |

## Diskografie mit den Flippers
| Jahr | Albumtitel                                 |
| ---- | ------------------------------------------ |
| 1980 | Immer nur träumen                          |
| 1981 | Wünsche fliegen über’s Meer                |
| 1983 | Ich halt’ zu dir                           |
| 1984 | Ich kann den anderen in deinen Augen sehen |

## Diskografie als Albin Berger

### Studioalben
| Jahr | Albumtitel              | Label                      |
| ---- | ----------------------- | -------------------------- |
| 1987 | Lieben heißt...         | Koch Records               |
| 1988 | Golden Island           | Koch Records               |
| 1989 | Ich halt’ zu dir        | Koch Records               |
| 1990 | Ich hab’ Sehnsucht      | Koch Records               |
| 1991 | Verrückt nach Liebe     | Koch Records               |
| 1992 | Meine Liebe zu dir      | Titan                      |
| 1994 | Mehr als ein Gefühl     | Koch Records               |
| 1995 | Bis zur letzten Sekunde | Manoa Records              |
| 1997 | Wahre Liebe             | Manoa Records              |
| 2012 | Rettungslos verliebt    | Artists & Acts (Universal) |
| 2021 | Immer nur du            | Bellaphon Digitalvertrieb  |

### Kompilationen
| Jahr | Albumtitel         | Label          |
| ---- | ------------------ | -------------- |
| 1992 | Die großen Erfolge | Koch Records   |
| 1992 | Dich zu lieben...  | Koch Records   |
| 1993 | Jeden Tag          | Sonia          |
| 1994 | Träume mit mir     | Koch Records   |
| 1995 | Es ist Liebe       | Ariola Express |
| 1996 | Verliebt sein      | Tyrostar       |
| 1997 | Verrückt nach dir  | Koch Records   |

### Singles
| Jahr | Titel                                   | Label        |
| ---- | --------------------------------------- | ------------ |
| 1986 | Du hast im Schlaf seinen Namen genannt  | Koch Records |
| 1987 | Wenn du heut' erwachst                  | Koch Records |
| 1989 | Addio, Madonna mia                      | Koch Records |
| 1989 | Und es war Sommer in San Miguel         | Koch Records |
| 1989 | Heiße Nächte in San Juan                | Koch Records |
| 1990 | Ich hab Sehnsucht                       | Koch Records |
| 1991 | Wenn deine Augen lügen                  | Koch Records |
| 1991 | Glück und Tränen am Wörthersee          | Koch Records |
| 1991 | Nach langer Zeit                        | Koch Records |
| 1992 | Hawaii                                  | Titan        |
| 1992 | Liebe brennt Küsse in's Herz            | Titan        |
| 1993 | Und heut' geh ich mit dir zum Traualtar | Koch Records |
| 1993 | Wer will uns die Liebe verbieten        | Koch Records |
| 1994 | Mehr als ein Gefühl                     | Koch Records |
| 1994 | Das mit dir ist unbeschreiblich         | Koch Records |
| 2011 | Du hast mir nie gesagt                  | Tyrolis      |